# 伝統野菜
伝統野菜（でんとうやさい）とは、各地で古くから栽培・利用されてきた野菜の在来品種。地方野菜とも呼ばれる。
1970年代以降、生産・流通・販売におけるコスト要素から、大消費地向けにはほとんど消滅した。
近年は、農家の自家需要などで生存していた品種を、産地の地域おこしとして取り入れ、近傍の都市向けには地産地消商品、大都市圏向けにはスローフード商品とする戦略などがみられる。